# Retrato del artista con su familia
El Retrato del artista con su familia es una pintura al óleo sobre tela de Jacob Jordaens (1593-1678) conservada en el museo del Hermitage de San Petersburgo.
En el siglo XVIII perteneció al duque de Portland; después entró en la colección de Horace Walpole en su castillo de Houghton Hall y fue vendida en 1779, después de su muerte, al museo imperial del Hermitage, bajo la emperatriz Catalina II. La tela estaba atribuida entonces a Adam van Noort, suegro y maestro de Jordaens. Hasta más tarde no se identificó a los personajes: a la izquierda, Jordaens está representado tocando el laúd, cerca de su padre. A la derecha, se encuentra la madre del artista, rodeada de sus niños y de su hija menor sobre las rodillas. Los ángeles de arriba simbolizan las almas de los niños muertos. Una sirvienta al fondo trae un plato de fruta.
Jacob Jordaens muestra aquí perfectamente su arte, aunque que sólo tiene veintidós años.
Este cuadro recuerda el Retrato del maestro con la familia de Adam van Noort (1616), conservado a la Staatliche Kunstsammlungen de Cassel (Hesse).